# Козья Гора
Козья Гора — деревня в Старопольском сельском поселении Сланцевского района Ленинградской области.

## История
Впервые упоминается в писцовых книгах Шелонской пятины 1498 года, как деревня Козья Гора (Козья Гора в даче села Ложголова) в Сумерском погосте Новгородского уезда.

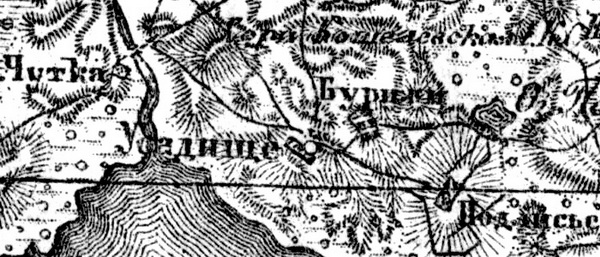
Земли деревни Козья Гора на карте 1919 года

По данным 1936 года деревня Козья Гора являласть административным центром Поречского сельсовета Осьминского района, в который входили 9 населённых пунктов, 292 хозяйства и 8 колхозов.
По состоянию на 1 августа 1965 года деревня Козья Гора входила в состав Поречского сельсовета Кингисеппского района. 
По данным 1973 года деревня Козья Гора входила в состав Поречского сельсовета.
По данным 1990 года деревня Козья Гора входила в состав Овсищенского сельсовета.
В 1997 и 2002 годах в деревне Козья Гора Овсищенской волости не было постоянного населения.
В 2007 году в деревне Козья Гора Старопольского СП постоянного населения не было, в 2010 году — проживали 2 человека.

## География
Деревня расположена в восточной части района на автодороге 41К-796 (Поречье — Подлесье).
Расстояние до административного центра поселения — 13 км.
Расстояние до ближайшей железнодорожной станции Веймарн — 84 км.
Деревня находится близ северного берега озера Самро.

## Демография
| 2007 | 2010 | 2017 |
| ---- | ---- | ---- |
| 0    | ↗2   | →2   |

## Достопримечательности
Церковь Покрова Пресвятой Богородицы. Построена в 1908 году по проекту архитектора В. А. Косякова, наиболее известной работой которого является  Морской Никольский собор в Кронштадте, в стиле ретроспективизма.

## Фото

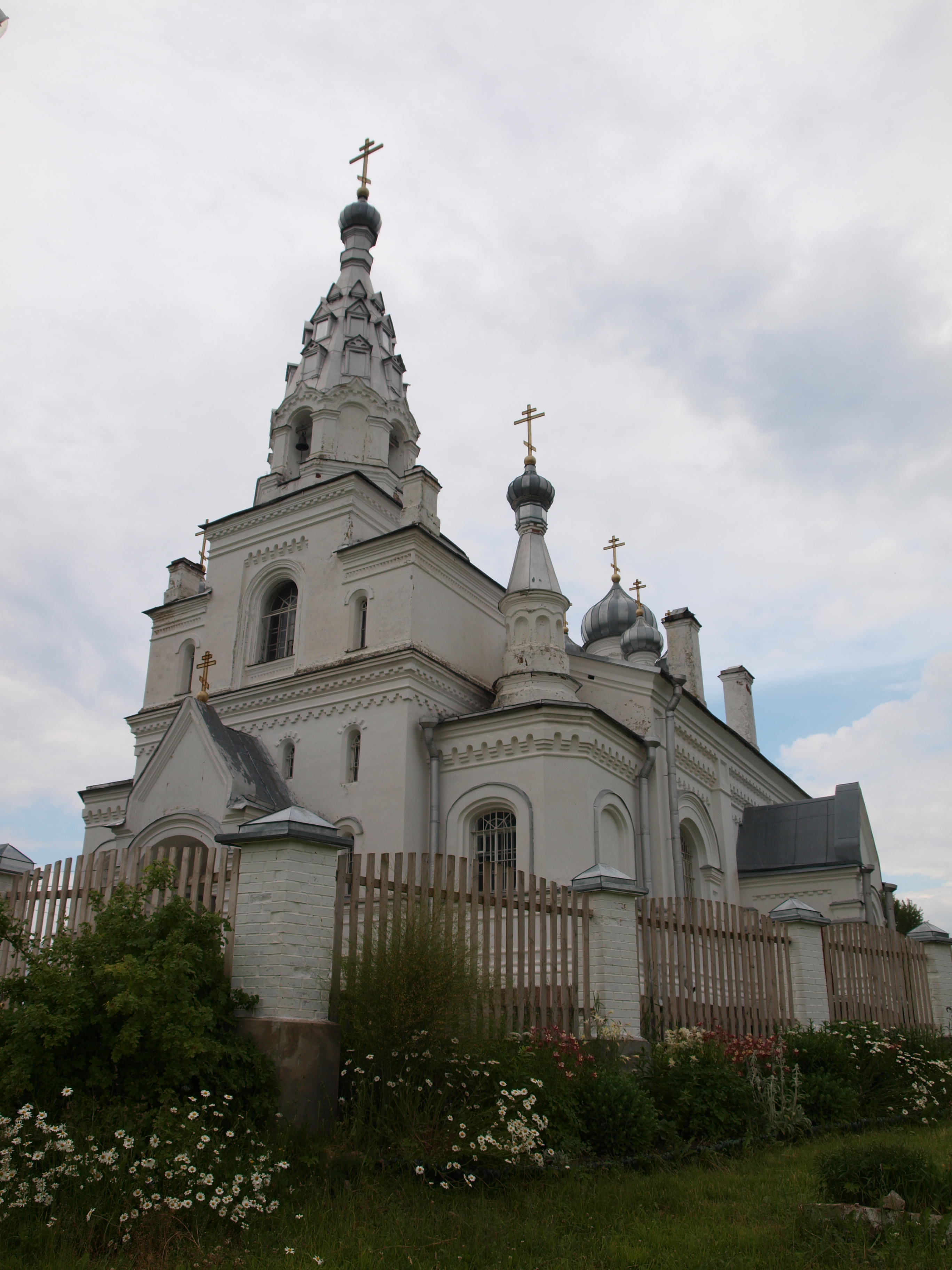
Храм Покрова Пресвятой Богородицы в деревне Козья Гора